# Sorubim maniradii
Sorubim maniradii és una espècie de peix de la família dels pimelòdids i de l'ordre dels siluriformes.

## Morfologia
- Els mascles poden assolir 25,2 cm de longitud total.
- Nombre de vèrtebres: 42-47.[4][5]

## Hàbitat
És un peix d'aigua dolça i de clima tropical.

## Distribució geogràfica
Es troba a Sud-amèrica: afluents del curs superior i mitjà de la conca del riu Amazones (rius Napo, Marañón, Ucayali, Mamore, Madeira i Javari).